# Laiküla
Laiküla est un village de la Commune de Martna du Comté de Lääne en Estonie.
Au 31 décembre 2011, il compte 23 habitants.
Laiküla est traversé par la route nationale 10.